# Universidad de Concepción
Universidad de Concepción (UdeC) är ett universitet i Concepción i Chile. Universitetet är även känt för sitt fotbollslag, Club Deportivo Universidad de Concepción.